# جاك هونوريه رينيه أمير موناكو
جاك هونوريه رينيه أمير موناكو (بالفرنسية: Jacques de Monaco)‏ (جاك أونوريه رينييه غريمالدي، مواليد 10 ديسمبر 2014) هو الوريث الوحيد لعرش موناكو فهو ابن الأمير ألبرت الثاني وشارلين أميرة موناكو.